# Westfield Eastland
Westfield Eastland, anteriormente conocido como Eastland Shopping Center, es un centro comercial al aire libre en West Covina, California, anteriormente operado pro The Westfield Group. Sus tiendas anclas son Mervyn's, Target y Burlington Coat Factory.
Westfield America, Inc., un precursor de The Westfield Group adquirió el centro comercial en 1998 y le cambió el nombre a "Westfield Shoppingtown Eastland", luego en junio de 2005 le quitaron el nombre de "Shoppingtown". 
Antes el centro comercial con tiendas anclas por departamentos, en 1997 fue construido a un super centro o centro comercial al aire libre, cerca al centro comercial Plaza at West Covina se convirtió en el centro comercial dominante del área. Anteriormente tenía las tiendas anclas de May Company department store, donde actualmente se encuentra la tienda Target. El centro comercial tiene dos niveles, con estacionamientos en los lados laterales y en para el nivel superior en el extremo norte. Un corredor conecta al segundo nivel con el primero. 
La Plaza es conocida como Westfield West Covina y es operada por The Westfield Group. Sin embargo en el sitio web Westfield ya no aparece Westfield Eastland en su lista oficial de centros comerciales. 

## Anclas
- Burlington Coat Factory
- Mervyn's (81,000 pies cuadrados)
- Target (122,000 pies cuadrados)

- Datos: Q5330724